# Georg Malmstén

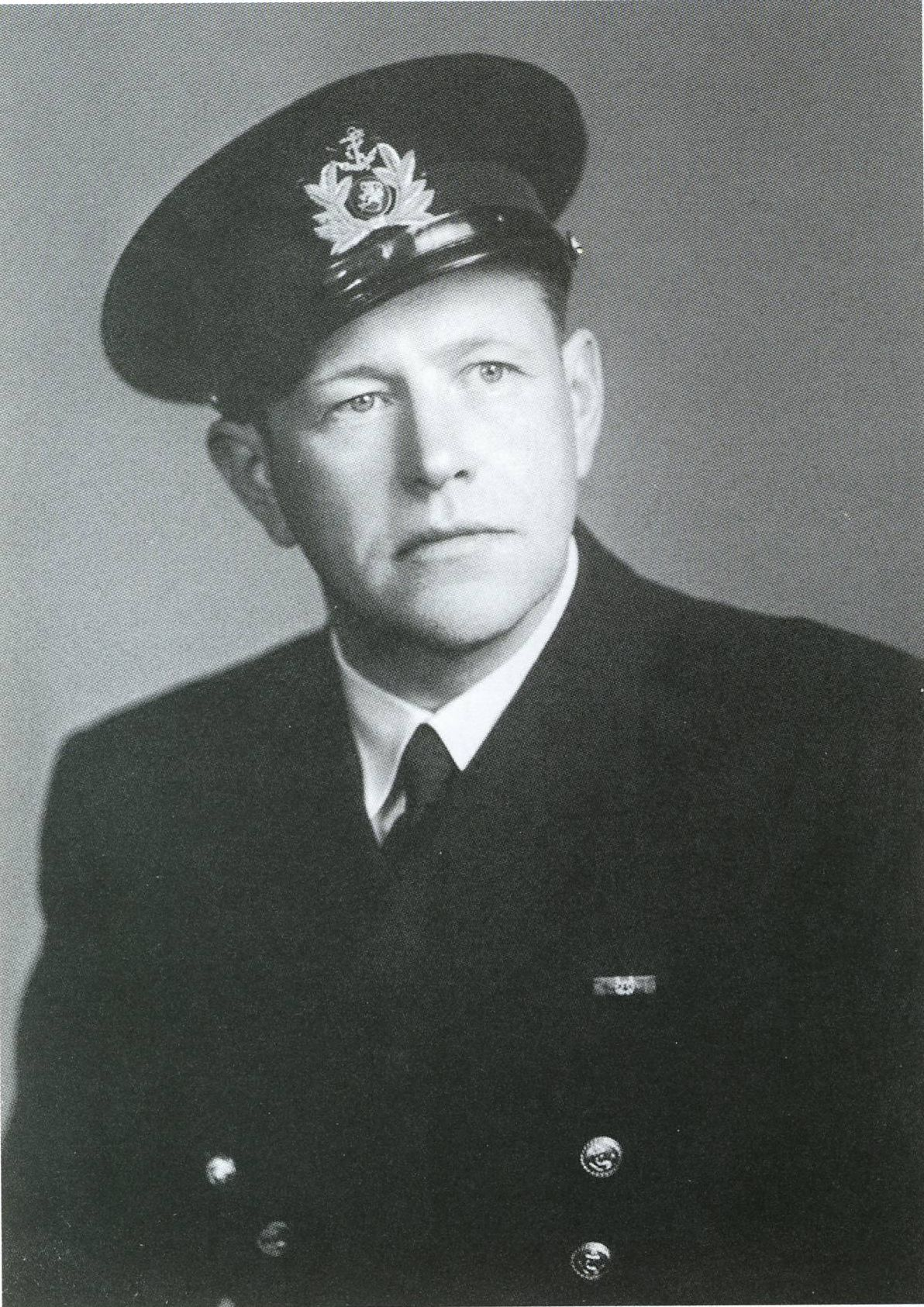
Georg Malmstén

Georg Malmstén (* 27. Juni 1902 in Helsinki, Finnland; † 25. Mai 1981 in Helsinki) war ein finnischer Sänger, Musiker, Komponist, Orchesterleiter und Schauspieler. Er gehörte zum schwedischsprachigen Bevölkerungsteil Finnlands, der Name kommt jedoch auch in finnischer Form vor: Jori Malmsten.

## Leben und Wirken
Schon als Kind bekam er Preise für sein Kornett-Spiel, während seines Armeedienstes bei der Marine machte er schnell Karriere und wurde mit 19 Finnlands jüngster Musikfeldwebel. Anschließend studierte er Operngesang, wandte sich aber auch der Unterhaltungsmusik zu und nahm im Laufe seines Lebens insgesamt 842 Lieder auf Schallplatte auf. Mitte der 1930er Jahre leitete er das berühmte Dallapé-Orchester.
Bald begann er auch, seine eigenen Lieder zu komponieren. Seine eingängigen Melodien waren meist in Moll geschrieben (bald bekam er den Spitznamen „Molli-Jori“) und trafen damit voll die sentimentale Seele der Finnen. Einigen seiner Lieder kann man durchaus Volksliedstatus zuschreiben. Malmsténs kompositorische Fantasie ist bemerkenswert, viele seiner Lieder bestehen nicht nur aus einer Vers-Melodie und einer Refrain-Melodie, sondern auch noch aus einer dritten Melodie für ein instrumentales Intermezzo.

## Diskografie (Auswahl)

### Alben
- 1974: Mikkihiiret (FI: Platin)

### Lieder
- Särkynyt onni (Walzer, FI: Gold)[1]
- Heili Karjalasta (Foxtrott)
- Katariinan kamarissa (Jenkka)
- Valkea sisar (Tango)
- Kyllikki (Walzer)
- Heilini sinisistä silmistä (Jenkka)
- Amalia (Jenkka)
- Nikkelimarkka (Jenkka)
- Mikki Hiiri merihädässä (Kinderlied)
- Stadin kundi (Foxtrott)